# JoBlo.com
JoBlo.com é um site focado principalmente na indústria cinematográfica.

## Visão geral
JoBlo.com foi iniciado em 1998 por Berge Garabedian (aka JoBlo), um crítico de filmes que era conhecido por criticar filmes a partir da perspectiva de um espectador de filmes médio. O nome do site, na verdade, é uma brincadeira com o termo "Joe Shmoe", usado no inglês americano para designar alguém desconhecido (como "Fulano" no português brasileiro), e os usuários registrados do site são conhecidos como "schmoes". 
Além próprias opiniões de JoBlo, o site também apresenta (mas não está limitado a) : trailers de filmes, roteiros de cinema, previews de filmes programados, protetores de tela, papel de parede para computadores, entrevistas com celebridades, e uma caixa de comentários, na qual os usuários registrados podem interagir com comentários e críticas. Outras características incluem o "Dormitório Digital", que conta com milhares de comentários e datas de lançamento de DVD's e as últimas notícias digitais. O site também tem uma seção chamada "Arrow in the Head", que se concentra em filmes de terror incluindo atualizações diárias de notícias, opiniões e comentários.
O site recebeu aviso prévio. Foi referenciado no Entertainment Weekly como um dos seus "25 sites de entretenimento on-line favoritos" e Garabedian é citado em publicações como EUA Today. Pelos anos 2000, Joblo.com foi citado em cartazes de filmes, capas / Blu-ray de DVD e em comerciais.
Em 2001 o site passou a apresentar uma premiação anual para filmes que foram os mais apreciados por seus visitantes. O prêmio ficou conhecido como "Golden Schmoes Movie Awards" (em português "Os Schmoes de Ouro"). Muitas vezes os vencedores destes prémios foram filmes que tiveram grande aceitação entre os fãs, mas receberam limitados elogios da crítica.
Em fevereiro de 2009 JoBlo.com começou um podcast semanal chamado "The Good, The Bad e The JoBlo Filme Podcast". Os convidados têm incluído Bobcat Goldthwait, Duncan Jones e Clifton Collins Jr., e ouvintes ganham DVDs e Blu-rays sorteados a cada duas semanas. Ainda em 2009 JoBlo.com lançou um site de rede social para fãs de filme chamado "Movie Fans Central", onde os usuários podiam postar blogs, comentários, fotos, vídeos e listas. O site, contudo, foi desativado no início de 2018, e seu endereço permanece na internet (www.moviefancentral.com), mas agora redireciona os usuários para o próprio JoBlo.com.
Um livro, JoBlo.com Presents ... os 50 melhores filmes de todos os tempos foi lançado em 2002, com um prefácio de diretor de cinema Kevin Smith, e análises aprofundadas de cinquenta títulos selecionados.
Em janeiro de 2014 John "The Arrow" Fallon viajou para Louisiana para filmar seu primeiro filme de terror de longa-metragem, The Shelter, que ele descreve como mais inclinado para "horror sobrenatural". As filmagens começaram em 19 de janeiro de 2014.